# Foresto Sparso
Foresto Sparso es una localidad y comune italiana de la provincia de Bérgamo, región de Lombardía, con 3.001 habitantes.

## Evolución demográfica
| Gráfica de evolución demográfica de Foresto Sparso entre 1861 y 2001 |
|                                                                      |
| Fuente ISTAT - elaboración gráfica de Wikipedia                      |